# 신기초등학교 (충북)
신기초등학교는 대한민국 충청북도 괴산군 괴산읍 신기로3길 43 (신기리)에 있었던 공립 초등학교이다.

## 연혁
- 1944년 5월 1일 목도국민학교 신기분교장 인가
- 1946년 10월 18일 신기국민학교 개교
- 1984년 3월 14일 병설유치원(1학급) 개원
- 1996년 3월 1일 신기초등학교로 개칭
- 1997년 2월 19일 제48회 졸업식(총 1951명)
- 1997년 3월 1일 폐교 (명덕초등학교로 통폐합)